# Liste der Könige von Kastilien
Die Liste der Könige von Kastilien enthält die Herrscher des mittelalterlichen Königreichs Kastilien, seit dessen Entstehung im 10. Jahrhundert bis zu seinem Zusammenschluss mit dem Königreich Aragón zum Königreich Spanien im 16. Jahrhundert.
Kastilien war seit dem 9. Jahrhundert zunächst eine Grafschaft im Königreich Asturien und später in dessen Nachfolgereich, dem Königreich León. Die Grafen von Kastilien lösten sich im 10. Jahrhundert von der Oberherrschaft des Königs und wurden faktisch unabhängig. 1028 gelangte die Grafschaft in den Besitz des Königs Sancho III. von Navarra. Dessen Sohn Ferdinand I. der Große übernahm 1037 das Königreich León. Bei seinem Tod verblieb der Königstitel bei Kastilien, das nun ein Königreich wurde. Ab 1230 bestand eine dauerhafte Personalunion zwischen Kastilien und León.
Mit der Ehe Ferdinands II. von Aragón mit Isabella I. von Kastilien wurde im Jahr 1469 der spanische Einigungsprozess weiter vorangetrieben. Nach dem Tod Isabellas 1504 übernahm Ferdinand in Vertretung für seine als wahnsinnig geltende Tochter Johanna 1506 auch die Regierung in Kastilien, so dass nun beide Reiche erstmals de facto unter einem Herrscher vereint waren. Als Karl I. (ab 1519 als Karl V. auch römisch-deutscher Kaiser) 1516 von seinem Großvater Ferdinand die Krone Aragon erbte, wurden die beiden Reiche politisch vereint. Er wurde damit erster spanischer König und es endete das eigenständige Königreich Kastilien.

## Liste der Grafen von Kastilien
Haus Kastilien
| Name Kastilisch (Lebensdaten)                                            | Regierungszeit | Verwandtschaft                                                         | Anmerkungen |
| ------------------------------------------------------------------------ | -------------- | ---------------------------------------------------------------------- | --- |
| Rodrigo (* ?; † 873)                                                     | 860–873        |                                                                        | Wurde 860 von König Ordoño I. von Asturien zum Graf der neu eingerichteten asturischen Ostmark (marca oriental) ernannt, aus welcher die Grafschaft Kastilien hervorging. |
| Diego Rodríguez Porcelos (* ?; † ca. 885)                                | 873 – ca. 885  | Sohn des Vorgängers                                                    | |
| Nuño Núñez I de Castrogeriz (* ?; † ca. 901)                             | ? – ca. 901    |                                                                        | |
| Gonzalo Téllez † vor 929                                                 | um 903         | Wohl Schwager des Nachfolgers Gonzalo Fernández                        | |
| Gonzalo Fernández de Burgos † 932                                        | um 909–916     | Schwiegersohn und Neffe des Vorvorgängers Nuño Núñez el de Castrojeriz | |
| Nuño Núñez el de Roa                                                     | 914–915        | Schwager des Vorgängers, Sohn von Nuño Núñez el de Castrojeriz         | |
| Fernando Ansúrez                                                         | 916–920 (?)    | Schwiegersohn von Munio Fernández (siehe unten)                        | |
| Fernando Díaz † wohl 923                                                 | 917–923 (?)    |                                                                        | |
| Munio Fernández de Amaya † nach 932                                      | 921–926 (?)    | Bruder des Vorgängers                                                  | Um 925 spalten sich die Grafen vom Königreich León ab |
| Fernando Ansúrez                                                         | 926 – ca. 929  |                                                                        | Von ihm ist nur bekannt, dass er die Witwe des Königs García I. von León heiratete.                                                                                       |
| Gutier Núñez                                                             | ca. 929 – 931  |                                                                        | |
| Fernán González (* 932; † 970)                                           | 931–944        |                                                                        | Erster von León unabhängiger Graf von Kastilien |
| Ansur Fernández                                                          | 944–945        |                                                                        | |
| Fernán González (* 932; † 970)                                           | 945–970        |                                                                        | Erneut |
| García Fernández García Fernández el de las Manos Blancas (* 938; † 995) | 970–995        | Sohn des Vorgängers                                                    | |
| Sancho Garcés Sancho Garcés el de los Buenos Fueros (* ?; † 1017)        | 995–1017       | Sohn des Vorgängers                                                    | |
| García Sánchez García Sánchez el Infante (* 1009; † 1029)                | 1017–1029      | Sohn des Vorgängers                                                    | |
| Muniadona (Mayor)                                                        | 1028–1035      | Schwester des Vorgängers                                               | |
| Sancho III. von Navarra                                                  | 1028–1035      | Ehemann von Muniadona (Mayor)                                          | |

## Liste der Könige von Kastilien

### Haus Jiménez
| Bild | Name Kastilisch (Lebensdaten)                                           | Regierungszeit                        | Verwandtschaft                                   | Anmerkungen |
| ---- | ----------------------------------------------------------------------- | ------------------------------------- | ------------------------------------------------ | --- |
|      | Ferdinand I. der Große Fernando el Grande (* 1018; † 27. Dezember 1065) | 4. September 1035 – 27. Dezember 1065 | Sohn von Muniadona (Mayor) und König Sancho III. | Erster König von Kastilien. Besiegte 1037 seinen Schwager Bermudo III. und übernahm die Königreiche Léon und Galicien. Teilte seine Länder unter seinen Söhnen auf, wobei der Königstitel nun auch auf Kastilien übertragen wurde. |
|      | Sancho II. der Starke Sancho el Fuerte (* um 1038; † 7. Oktober 1072)   | 27. Dezember 1065 – 6. Oktober 1072   | Sohn des Vorgängers                              | 1072 auch König von León und Galicien, von seiner Schwester ermordet. |
|      | Alfons VI. der Tapfere Alfonso el Bravo (* Juni 1040; † 30. Juni 1109)  | 6. Oktober 1072 – 30. Juni 1109       | Bruder des Vorgängers                            | Seit 1065 König von León, das ihm 1072 sein Bruder Sancho II. entriss. Nach dessen Ermordung übernahm er León, Galicien und Kastilien in Personalunion. Eroberte 1085 Toledo von den Mauren.                                       |
|      | Urraca (* Juni 1080; † 8. März 1126)                                    | 30. Juni 1109 – 8. März 1126          | Tochter des Vorgängers                           | Königin von Kastilien, León und Galicien. Verheiratet mit Raimund von Burgund und König Alfons I. von Aragón. |

### Haus Burgund-Ivrea(Evreux)
| Bild | Name Kastilisch (Lebensdaten)                                                                | Regierungszeit                    | Verwandtschaft           | Anmerkungen |
| ---- | -------------------------------------------------------------------------------------------- | --------------------------------- | ------------------------ | --- |
|      | Alfons VII. der Kaiser Alfonso el Emperador (* 11. März 1104/05; † 21. August 1157)          | 10. März 1126 – 21. August 1157   | Sohn der Vorgängerin     | König von Kastilien, León und Galicien. Kämpfte gegen seinen Stiefvater und die Mauren. Krönte sich am 26. Mai 1135 zum „Kaiser von ganz Spanien“ (Imperator totius Hispaniae). Teilte Kastilien und León unter seinen Söhnen auf. |
|      | Sancho III. der Ersehnte Sancho el Deseado (* 1134; † 31. August 1158)                       | 21. August 1157 – 31. August 1158 | Sohn des Vorgängers      | |
|      | Alfons VIII. der Edle Alfonso el Noble (* 11. November 1155; † 5./6. Oktober 1214)           | 31. August 1158 – 6. Oktober 1214 | Sohn des Vorgängers      | Siegte im Verbund mit den anderen christlichen Königen Spaniens 1212 in der Schlacht bei Las Navas de Tolosa über die Almohaden.                                                                                                   |
|      | Heinrich I. (* 1204; † 6. Juni 1217)                                                         | 6. Oktober 1214 – 6. Juni 1217    | Sohn des Vorgängers      | Im Knabenalter verheiratet mit Mafalda von Portugal, dreizehnjährig gestorben |
|      | Berenguela (* 1. Juni 1180; † 8. November 1246)                                              | 6. Juni 1217 – 30. August 1217    | Schwester des Vorgängers | War mit ihrem Cousin, König Alfons IX. von León-Galicien, verheiratet. Freiwillige Abdankung 1217. |
|      | Ferdinand II. der Heilige Fernando el Santo (* 30. Juli oder 5. August 1199; † 30. Mai 1252) | 30. August 1217 – 1230            | Sohn der Vorgängerin     | Ab 1230 als Ferdinand III., König von Kastilien-León. |

## Liste der Könige von Kastilien-León

### Haus Burgund-Ivrea(Evreux)
| Bild | Name Kastilisch (Lebensdaten)                                                                 | Regierungszeit                     | Verwandtschaft                                            | Anmerkungen |
| ---- | --------------------------------------------------------------------------------------------- | ---------------------------------- | --------------------------------------------------------- | --- |
|      | Ferdinand III. der Heilige Fernando el Santo (* 30. Juli oder 5. August 1199; † 30. Mai 1252) | 1230 – 30. Mai 1252                | Sohn von Berenguela von Kastilien und Alfons IX. von León | Zuvor von 1217 bis 1230 als Ferdinand II. König von Kastilien. Übernahm 1230 von seinem Vater auch die Königreiche León und Galicien, welche fortan untrennbar mit Kastilien vereint blieben. Eroberte 1236 Córdoba und anschließend Jaén (1246) und Sevilla (1248) von den Mauren. Etablierte damit Kastilien zur vorherrschenden Macht auf der Iberischen Halbinsel. |
|      | Alfons X. der Weise Alfonso el Sabio (* 23. November 1221; † 4. April 1284)                   | 30. Mai 1252 – 4. April 1284       | Sohn des Vorgängers                                       | 1257 zum römisch-deutschen König gewählt. Eroberte 1262 Cádiz von den Mauren. |
|      | Sancho IV. der Tapfere Sancho el Bravo (* 1257/58; † 25. April 1295)                          | 4. April 1284 – 25. April 1295     | Sohn des Vorgängers                                       | |
|      | Ferdinand IV. der Abberufene Fernando el Emplazado (* 6. Dezember 1285; † 7. September 1312)  | 25. April 1295 – 7. September 1312 | Sohn des Vorgängers                                       | |
|      | Alfons XI. der Gesetzgeber Alfonso el Justiciero (* 13. August 1311; † 26. März 1350)         | 7. September 1312 – 26. März 1350  | Sohn des Vorgängers                                       | |
|      | Peter I. der Grausame Pedro el Cruel (* 30. August 1334; † 23. März 1369)                     | 26. März 1350 – 23. März 1369      | Sohn des Vorgängers                                       | |

### Haus Trastámara
| Bild                                              | Name Kastilisch (Lebensdaten)                                                             | Regierungszeit                        | Verwandtschaft | Anmerkungen |
| ------------------------------------------------- | ----------------------------------------------------------------------------------------- | ------------------------------------- | --- | --- |
|                                                   | Heinrich II. Enrique de Trastámara (* 13. Januar 1334; † 29. Mai 1379)                    | 12. März 1369 – 29. Mai 1379          | Halbbruder des Vorgängers | Der uneheliche Sohn von Alfons XI. ließ sich 1366 in Burgos zum König gegen seinen Halbbruder proklamieren. Er besiegte ihn 1369 in der Schlacht von Montiel und tötete ihn. |
|                                                   | Johann I. Juan (* 24. August 1358; † 9. Oktober 1390)                                     | 29. Mai 1379 – 9. Oktober 1390        | Sohn des Vorgängers | |
|                                                   | Heinrich III. der Kränkliche Enrique el Doliente (* 4. Oktober 1379; † 25. Dezember 1406) | 9. Oktober 1390 – 25. Oktober 1406    | Sohn des Vorgängers | |
|                                                   | Johann II. Juan (* 6. März 1405; † 20. Juli 1454)                                         | 25. Oktober 1406 – 21. Juli 1454      | Sohn des Vorgängers | |
|                                                   | Heinrich IV. der Impotente Enrique el Impotente (* 5. Januar 1425; † 11. Dezember 1474)   | 21. Juli 1454 – 11. Dezember 1474     | Sohn des Vorgängers | |
|                                                   | Isabella I. die Katholische Isabel la Católica (* 22. April 1451; † 26. November 1504)    | 14. Dezember 1474 – 26. November 1504 | Halbschwester des Vorgängers | Tochter von Johann II. Herrschte zusammen mit ihrem Ehemann Ferdinand V. 1492 wurde das Königreich Granada, das bis dahin von Muslimen regiert wurde, in den Herrschaftsbereich der Krone von Kastilien einbezogen. 1492 wurde durch Christoph Kolumbus, mit der Inbesitznahme der ersten Inseln in der Karibik für die Krone von Kastilien, die Grundlage für das spanische Kolonialreich gelegt.           |
| Ferdinand V. der Katholische Fernando el Católico | 14. Dezember 1474 – 26. November 1504                                                     | Ehemann von Isabella I.               | König Ferdinand II. von Aragón. Regierte mit seiner Frau auch in Kastilien. | |
|                                                   | Johanna I. die Wahnsinnige Juana la Loca (* 6. November 1479; † 12. April 1555)           | 26. November 1504 – 12. April 1555    | Tochter der Vorgänger | Johannas Ehemann regierte iure uxoris als Philipp I. von Kastilien mit ihr zusammen. Wegen Johannas Regierungsunfähigkeit übernahm ihr Vater Ferdinand nach dem Tod Philipps 1506 die Regentschaft in Kastilien in ihrem Namen. Nach dem Tod ihres Vaters im Jahr 1516 regierte Johanna, formal zusammen mit ihrem Sohn Karl I., die Herrschaftsgebiete der Krone von Kastilien und der Krone von Aragonien. |
| Philipp I. der Schöne Felipe el Hermoso           | 26. November 1504 – 25. September 1506                                                    | Ehemann von Johanna I.                | Sohn des römisch-deutschen Kaisers Maximilian I. aus der Dynastie der Habsburger. Philipp war von 1504 bis zu seinem Tod zusammen mit seiner Frau Johanna König von Kastilien. | |

| Johannas Sohn Karl herrschte ab 1516 als König von Kastilien, Granada, Aragón, Valencia, Mallorca, Navarra, Sardinien, Sizilien und Neapel. Für die Könige des so begründeten Königreichs Spanien siehe: Liste der Staatsoberhäupter von Spanien |